# Mikszáth Kálmán Művelődési Központ
A balassagyarmati Mikszáth Kálmán Művelődési Központ egy épületkomplexum, ahol helyet kap a Madách Imre Városi Könyvtár, a Szent-Györgyi Albert Gimnázium, Szakgimnázium és Szakközépiskola és a Horváth Endre Galéria.

## Története
A Művelődési Központ jogelődje 1951-ben alapított Járási Művelődési Otthon volt, majd ezt alakították át a mai Mikszáth Kálmán Művelődési Központtá 1959-ben. Az elkövetkező évtizedekben az intézményt folyamatos költözés jellemezte a '80-as évek közepéig, amikor a Városi Tanács egy finn példára felépülő művelődési központ felépítése mellett döntött. Az épületkomplexum 1989 augusztusára felépült, azonban a hozzá tervezett uszoda és színházterem nem épült meg.

## Madách Imre Városi Könyvtár
A városi könyvtár 1951. február 27-én nyílt meg az Egészségház (Rákóczi fejedelem út 19) földszintjén, az év végére 1153 regisztrált olvasója és 6312 darab dokumentumot számlálhatott. Ugyanez az év május 1-jén megnyitott a balassagyarmati Körzeti Könyvtár, amihez a Balassagyarmati, a Szécsényi és a Rétsági járás tartozott. 1952-ben a Körzeti Könyvtárat és a városi könyvtárat Járási Könyvtár néven egyesítették, november 7-én került sor az ünnepélyes megnyitásra a volt kaszinó épületében. Az 1955-ös felülvizsgálati jelentésbe a következőket írták a könyvtárról: „A Járási Könyvtár helyisége országosan a legszebb, szépen parkírozott saroktelken, külön épületben van... a város legszebb útvonalán.” A jelentés ellenére 1956-ban a könyvtárat a járási tanács épületébe költöztették, majd a kölcsönözhető anyag a Rákóczi út 20-as számú épület átalakított üzlethelyiségébe, a raktár a szemközti épületbe került.
1972-ben vette fel Az ember tragédiája szerzője, Madách Imre nevét, így lett a neve Madách Imre Városi – Járási Könyvtár. Még ebben az évben jobb helyre, a mai Képtár épületébe költözött, ahol január 18-án a felnőttek, június 25-én a gyerekek kiszolgálása kezdődött meg. 1976-ra 25000 könyvvel rendelkezett, olvasói száma megközelítette a 3000-et. 1977-ben az elkészült Csillag-házban, 1982-ben a Dózsa György Iskolában nyitott fiókkönyvtárat.
1989 augusztusában költözött a mai épületébe, a Mikszáth Kálmán Művelődési Központba, ahol 1108 m² területet kapott. 1999-től áttértek a cédulakatalógusról elektronikus, számítógépes vezetésre, a könyvtárban még ez az év nyarától audiovizuális dokumentumokat is lehet kölcsönözni. A könyvtár továbbá már három évtizede könyvkiadói tevékenységet végez.

## Horváth Endre Galéria
A Horváth Endréről elnevezett kiállítóhely 1969 óta működik. A galéria időszaki kiállításoknak ad otthont, amelyek kortárs, képző- és iparművészeti alkotásokat mutat be. Az itt kiállított műveket egy-egy hónapig tekinthető meg, a belépés ingyenes.